# Чжоу Фен
Чжоу Фен (кит.: 周風; нар. 12 вересня 1993, Даньдун, провінція Ляонін) — китайська борчиня вільного стилю, срібна та бронзова призерка чемпіонату світу, дворазова чемпіонка, дворазова срібна та дворазова бронзова призерка чемпіонатів Азії, чотириразова чемпіонка Азійських ігор, триразова срібна та дворазова бронзова призерка Кубку світу, чемпіонка Всесвітніх ігор військовослужбовців, учаснця двох Олімпійських ігор.

## Життєпис
Боротьбою почала займатися з 2008 року. У 2011 році виборола бронзову нагороду на чемпіонаті світу серед юніорів, а вже наступного року стала чемпіонкою цих змагань.
На літніх Олімпійських іграх 2016 року в Ріо-де-Жанейро у першій же сутичці мінімально (2-3) поступилася Аліне Фоккен з Німеччини і вибула з подальших змагань.
Виступає за борцівський клуб провінції Ляонін. Тренер — Лу Хей.

## Спортивні результати на міжнародних змаганнях

### Виступи на Олімпіадах
| Змагання                    | Збірна | Вагова категорія          | Місце |
| --------------------------- | ------ | ------------------------- | ----- |
| Літні Олімпійські ігри 2016 | Китай  | жіноча боротьба, до 69 кг | 12    |
| Літні Олімпійські ігри 2020 | Китай  | жіноча боротьба, до 68 кг | 7     |

### Виступи на Чемпіонатах світу
| Змагання                        | Збірна | Вагова категорія          | Місце  |
| ------------------------------- | ------ | ------------------------- | ------ |
| Чемпіонат світу з боротьби 2014 | КНР    | жіноча боротьба, до 69 кг | 11     |
| Чемпіонат світу з боротьби 2015 | КНР    | жіноча боротьба, до 69 кг | Срібло |
| Чемпіонат світу з боротьби 2018 | КНР    | жіноча боротьба, до 68 кг | Бронза |
| Чемпіонат світу з боротьби 2019 | КНР    | жіноча боротьба, до 68 кг | 14     |
| Чемпіонат світу з боротьби 2022 | КНР    | жіноча боротьба, до 68 кг | 5      |
| Чемпіонат світу з боротьби 2023 | КНР    | жіноча боротьба, до 68 кг | 15     |

### Виступи на Чемпіонатах Азії
| Змагання                       | Збірна | Вагова категорія          | Місце  |
| ------------------------------ | ------ | ------------------------- | ------ |
| Чемпіонат Азії з боротьби 2014 | КНР    | жіноча боротьба, до 75 кг | Срібло |
| Чемпіонат Азії з боротьби 2015 | КНР    | жіноча боротьба, до 69 кг | Золото |
| Чемпіонат Азії з боротьби 2017 | КНР    | жіноча боротьба, до 69 кг | Бронза |
| Чемпіонат Азії з боротьби 2018 | КНР    | жіноча боротьба, до 68 кг | Золото |
| Чемпіонат Азії з боротьби 2019 | КНР    | жіноча боротьба, до 68 кг | Срібло |
| Чемпіонат Азії з боротьби 2023 | КНР    | жіноча боротьба, до 68 кг | Бронза |

### Виступи на Азійських іграх
| Змагання                        | Збірна | Вагова категорія          | Місце  |
| ------------------------------- | ------ | ------------------------- | ------ |
| Азійські ігри 2014              | КНР    | жіноча боротьба, до 75 кг | Золото |
| Азійські ігри в приміщенні 2017 | КНР    | жіноча боротьба, до 69 кг | Золото |
| Азійські ігри 2018              | КНР    | жіноча боротьба, до 68 кг | Золото |
| Азійські ігри 2022              | КНР    | жіноча боротьба, до 68 кг | Золото |

### Виступи на Кубках світу
| Змагання                    | Збірна | Вагова категорія          | Місце  |
| --------------------------- | ------ | ------------------------- | ------ |
| Кубок світу з боротьби 2014 | КНР    | жіноча боротьба, до 69 кг | Бронза |
| Кубок світу з боротьби 2017 | КНР    | команда                   | Срібло |
| Кубок світу з боротьби 2018 | КНР    | команда                   | Срібло |
| Кубок світу з боротьби 2019 | КНР    | команда                   | Бронза |
| Кубок світу з боротьби 2022 | КНР    | команда                   | Срібло |

### Виступи на Всесвітніх іграх військовослужбовців
| Змагання                                | Збірна | Вагова категорія          | Місце  |
| --------------------------------------- | ------ | ------------------------- | ------ |
| Всесвітні ігри військовослужбовців 2019 | КНР    | жіноча боротьба, до 68 кг | Золото |

### Виступи на інших змаганнях
| Змагання                                                     | Збірна | Вагова категорія          | Місце  |
| ------------------------------------------------------------ | ------ | ------------------------- | ------ |
| Міжнародний меморіал Дейва Шульца 2013                       | КНР    | жіноча боротьба, до 67 кг | Золото |
| Міжнародний меморіал Дейва Шульца 2014                       | КНР    | жіноча боротьба, до 69 кг | Бронза |
| Klippan Lady Open 2015                                       | КНР    | жіноча боротьба, до 69 кг | Золото |
| Гран-прі Іспанії з боротьби 2015                             | КНР    | жіноча боротьба, до 69 кг | Золото |
| Золотий Гран-прі з боротьби 2015                             | КНР    | жіноча боротьба, до 69 кг | 10     |
| Тестовий турнір UWW 2016                                     | КНР    | жіноча боротьба, до 69 кг | Золото |
| Klippan Lady Open 2019                                       | КНР    | жіноча боротьба, до 68 кг | Золото |
| Турнір Дана Колова — Николи Петрова 2019                     | КНР    | жіноча боротьба, до 68 кг | 8      |
| Тестовий турнір UWW 2019                                     | КНР    | жіноча боротьба, до 68 кг | 8      |
| Меморіал Маттео Пелліконе 2020                               | КНР    | жіноча боротьба, до 68 кг | Золото |
| Олімпійський кваліфікаційний турнір з боротьби 2020 (Алмати) | КНР    | жіноча боротьба, до 68 кг | Золото |
| Турнір К. У. Кожомкула і Р. Санатбаєва 2023                  | КНР    | жіноча боротьба, до 68 кг | Золото |
| Меморіал Імре Поляка та Яноша Варги 2023                     | КНР    | жіноча боротьба, до 68 кг | Золото |
| Відкритий чемпіонат Загреба з боротьби 2024                  | КНР    | жіноча боротьба, до 68 кг | Золото |

### Виступи на змаганнях молодших вікових груп
| Змагання                                      | Збірна | Вагова категорія          | Місце  |
| --------------------------------------------- | ------ | ------------------------- | ------ |
| Чемпіонат світу з боротьби серед юніорів 2011 | КНР    | жіноча боротьба, до 72 кг | Бронза |
| Чемпіонат світу з боротьби серед юніорів 2012 | КНР    | жіноча боротьба, до 72 кг | Золото |